# Сотрудничество Мартина Скорсезе и Роберта Де Ниро

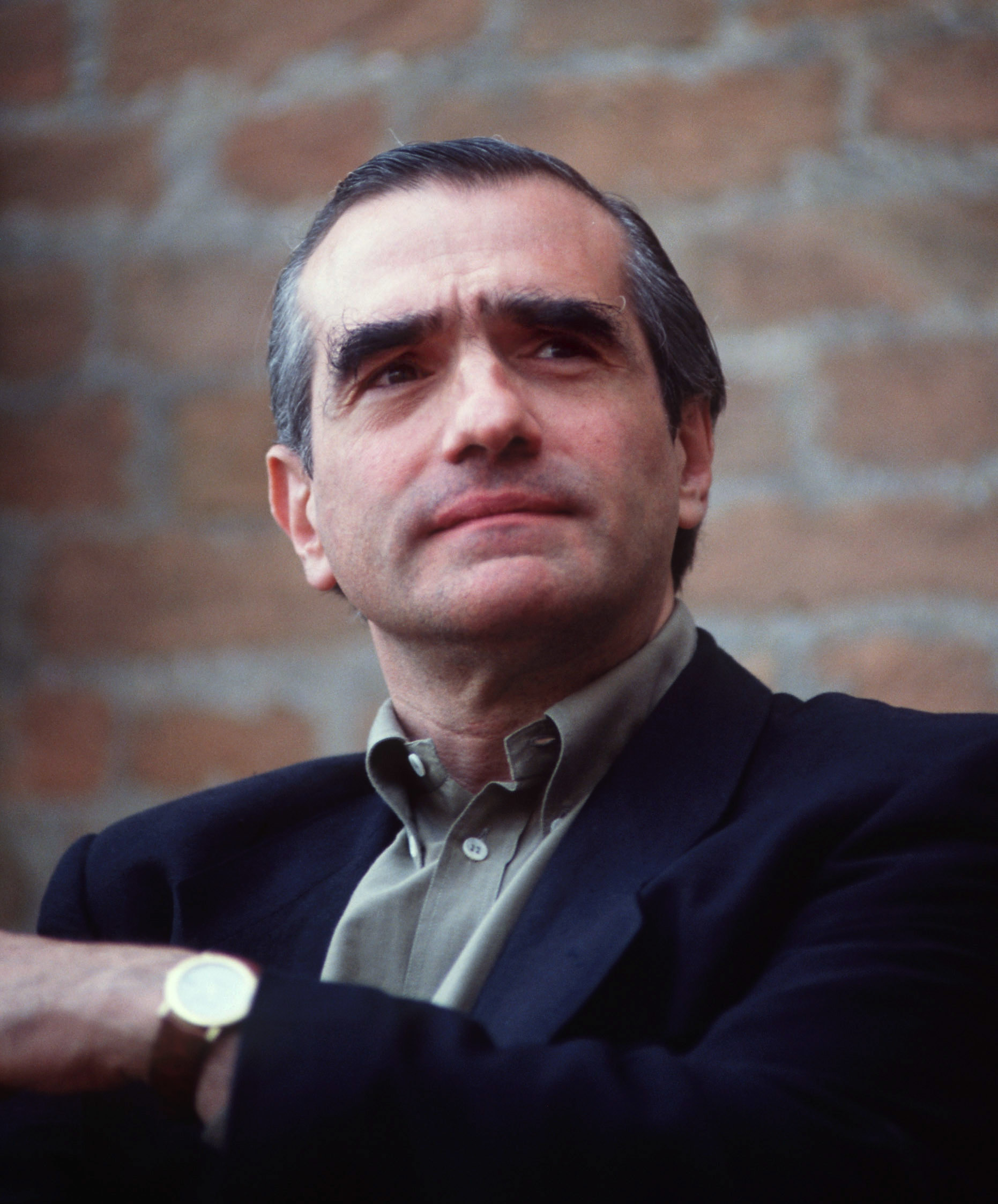
Мартин Скорсезе в 1995 году

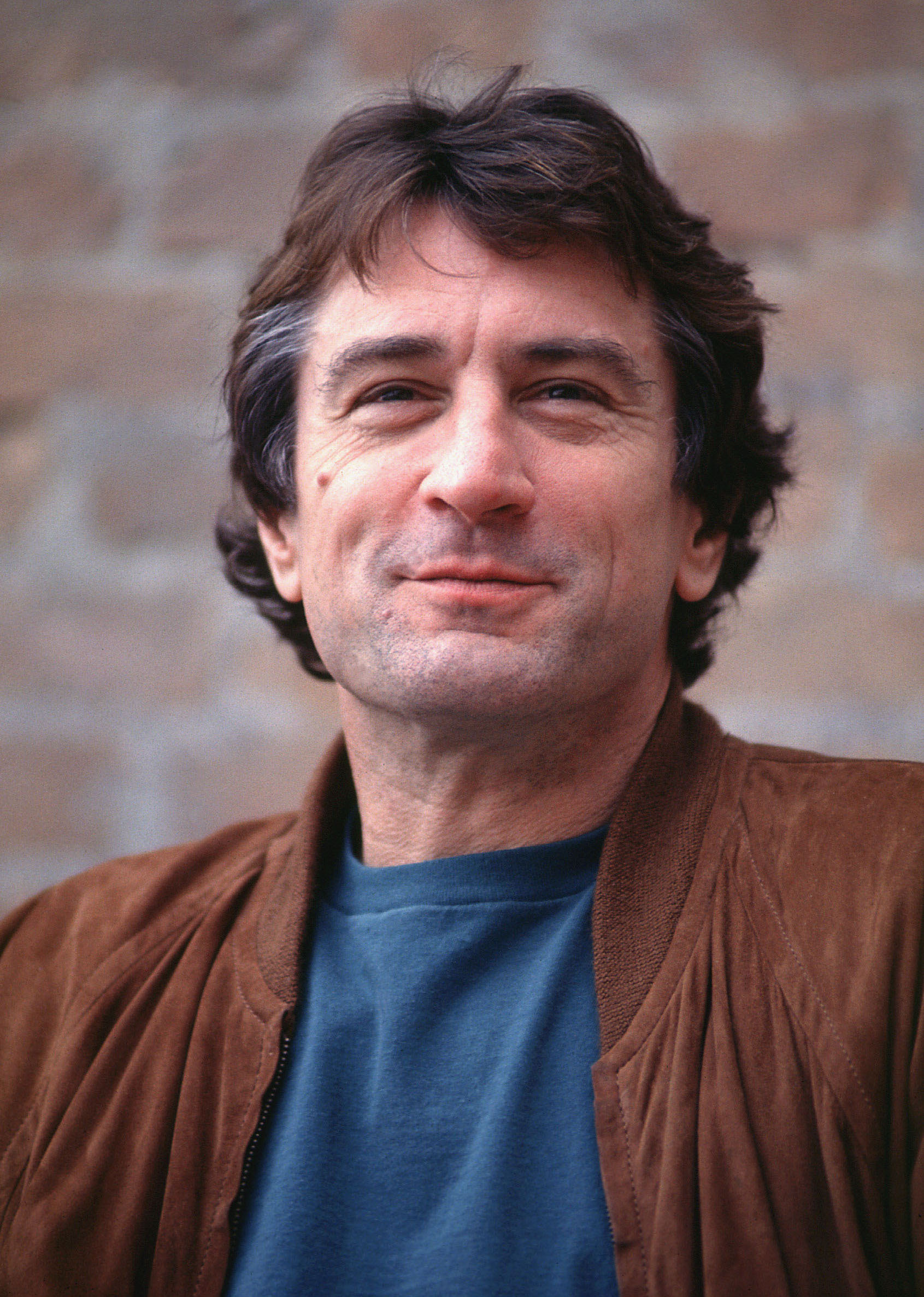
Роберт Де Ниро в 1990 году

Американский режиссёр Мартин Скорсезе (род. 1942) и американский актёр Роберт Де Ниро (род. 1943) известны по многолетнему сотрудничеству, которое началось в начале 1970-х годов. В рамках их творческого союза Де Ниро снялся в 10 полнометражных фильмах и одном короткометражном фильме Скорсезе. Несколько из этих фильмов входят в различные рейтинги лучших в истории, были удостоены важнейших кинопремий. Критики признавали этот творческий союз одним из самых удачных в истории мирового кино.

## Начало отношений
В 1967 году 25-летний Скорсезе снял свой первый фильм под рабочим названием «Я вызвался первым», который позднее был назван «Кто стучится в мою дверь?». Фильм был высоко оценён другими молодыми американскими режиссёрами, в число которых входили Фрэнсис Форд Коппола, Брайан Де Пальма, Стивен Спилберг, Джордж Лукас и Роберт Земекис.
Первым фильмом, в котором снялся 20-летний Де Ниро, была «Свадебная вечеринка», одним из режиссёров которого был Де Пальма. Фильм был снят в 1963 году, но вышел только в 1969 году. В 1968 году Де Ниро сыграл в фильме Де Пальмы «Приветствия», который считается дебютом актёра. Именно Брайан Де Пальма познакомил Скорсезе и Де Ниро в начале 1970-х годов.

## 1970-е годы

### Злые улицы
В 1973 году вышел фильм «Бей в барабан медленно», актёрская работа Де Ниро в котором была высоко оценена критиками, Скорсезе в это время работал одним из монтажёров документального фильма «Вудсток». После этого Скорсезе впервые пригласил Де Ниро в свой фильм «Злые улицы» о нью-йоркском квартале «Маленькая Италия», который частично является автобиографичным для режиссёра. Де Ниро исполнил одну из главных ролей уличного бандита Джонни (Малыша) Чивелло.
Фильм, снятый на небольшой бюджет (500 тыс. долларов), был тепло встречен критиками и зрителями. Роберт Де Ниро получил премию Национального общества кинокритиков США за лучшую мужскую роль второго плана. В 1997 году фильм был включён в Национальный реестр фильмов Библиотеки Конгресса США. Один из крупнейших журналов о кино Empire в 2008 году поставил фильм на 377-е место в списке 500 лучших фильмов всех времён. По опросу, проведённому «Би-би-си» в 2015 году, фильм занял 95-е место среди лучших американских фильмов.

### Таксист
Психологический триллер «Таксист», который вышел в 1976 году, получил целый ряд важнейших кинопремий, став со временем культовым. Актёрская игра Де Ниро практически сразу стала рассматриваться как один из эталонов мастерства. Фраза его героя Трэвиса Бикла «Это ты со мной разговариваешь?» (англ. You talking to me?) входит в различные рейтинги самых известных фраз в истории кино. Сам Скорсезе также исполнил камео в роли одного из пассажиров главного героя.
Жюри Каннского кинофестиваля под председательством Теннесси Уильямса присудил фильму «Золотую пальмовую ветвь». При этом Уильямс обвинил режиссёра в излишней демонстрации насилия в кульминационной сцене истребления сутенёров, что не помешало фильму получить главный приз фестиваля. В 2009 году по опросу кинокритиков фильм был признан лучшим среди тех, что были удостоены «Золотой пальмовой ветви». Де Ниро был номинирован на премии «Оскар», «Золотой глобус» и BAFTA за лучшую мужскую роль, но не получил их («Оскар» и «Золотой глобус» ушли к Питеру Финчу (посмертно), а BAFTA — к Джеку Николсону). Сам фильм также был номинирован на премии «Оскар» и BAFTA, но уступил первую премию фильму «Рокки», а вторую — картине «Пролетая над гнездом кукушки» (фильм Скорсезе «Алиса здесь больше не живёт» был удостоен премии BAFTA годом ранее).
Сразу после выхода фильм вызвал споры, в том числе относительно жестокости ряда сцен и нацистской идеологии главного героя, который не был показан как однозначно отрицательный персонаж. Также обсуждалось приглашение 12-летней Джоди Фостер на роль девочки-проститутки.
Фильм неоднократно включался в различные рейтинги лучших в истории, в том числе по версии Американского института киноискусства. В 1994 году фильм был включён в Национальный реестр фильмов Библиотеки Конгресса США. В списке 500 лучших фильмов всех времён журнала Empire, опубликованном в 2008 году, фильм занял 17-е место.

### Нью-Йорк, Нью-Йорк
Музыкальная мелодрама «Нью-Йорк, Нью-Йорк», вышедшая в 1977 году, стала своеобразным признанием Скорсезе в любви к Нью-Йорку. Главные роли сыграли Де Ниро и Лайза Миннелли. Во время съёмок фильма женатый Скорсезе начал отношения с Миннелли, а также стал употреблять кокаин и другие тяжёлые наркотики. Состояние Скорсезе считается одной из причин потери контроля над производством фильма и его неудачи. Для Скорсезе музыкальный фильм стал своеобразным экспериментом и данью уважения джазу и классическому Голливуду. Фильм стал известен по заглавной песне «Нью-Йорк, Нью-Йорк» (композитор — Джон Кандер, автор слов — Фред Эбб), прозвучавшей в исполнении Лайзы Миннелли. Позднее она приобрела новую популярность, войдя в репертуар Фрэнка Синатры.
Фильм при солидном по тем временам бюджете в 14 млн долларов, собрал всего 16 млн. Кассовый провал фильма и прохладный приём критиков и разрыв с Миннелли послужили причиной депрессии Скорсезе. Работа Де Ниро в целом была оценена положительно, он получил номинацию на «Золотой глобус».

## 1980-е годы

### Бешеный бык
В 1980 году на экраны вышла спортивная драма-биография «Бешеный бык», в которой Де Ниро исполнил роль американского боксёра итальянского происхождения Джейка Ламотты. Фильм был не очень успешен в прокате и собрал смешанные отзывы критиков, хотя многие отмечали очередную актёрскую удачу Де Ниро. Скорсезе, который очень серьёзно подошёл к работе над фильмом, опасался, что после этого студии будут более осторожны в работе с ним. Режиссёр даже думал отойти от художественного кино и работать над документальным. Скорсезе, который переживал тяжёлый период в жизни после фильма «Нью-Йорк, Нью-Йорк», позже признавался, что именно визит Де Ниро к нему в больницу с предложением снять фильм о боксе, придал ему сил и вывел из депрессии. Со временем фильм «Бешеный бык» стал классическим, а критики и многие режиссёры высоко оценивают эту чёрно-белую драму.
Фильм был номинирован на премию «Оскар» в восьми категориях и получил две статуэтки, в том числе Де Ниро был удостоен единственной в своей карьере премии за лучшую мужскую роль. Также Де Ниро получил и «Золотой глобус» за лучшую мужскую роль. Работа Де Ниро над ролью, ради которой он поправился на 20 кг и всерьёз занялся боксом, стала примером для многих актёров следующих поколений. Де Ниро общался и с самим Ламоттой в ходе подготовки к съёмкам, который затем высоко оценил фильм и мастерство Де Ниро. Скорсезе впервые в карьере был номинирован на «Оскар» за лучшую режиссуру (премия ушла к Роберту Редфорду за его режиссёрский дебют «Обыкновенные люди»).
В 1990 году «Бешеный бык» стал первым в истории фильмом, включённым в Национальный реестр фильмов Библиотеки Конгресса в первый год существования данного реестра. В 2008 году Американский институт киноискусства провёл опрос 1500 режиссёров, критиков и историков кино, в результате которого «Бешеный бык» был признан лучшим фильмом о спорте в истории. В списке 500 лучших фильмов всех времён журнала Empire, опубликованном в 2008 году, фильм занял 11-е место.

### Король комедии
Сатирический фильм 1982 года «Король комедии» по сценарию Пола Циммерманна стал четвёртым подряд фильмом Скорсезе, в котором Де Ниро исполнил главную роль. Впервые Роберт, исполнивший роль стенд-ап комика Руперта Папкина, сыграл в фильме Скорсезе с элементами комедии. При этом именно Роберт был инициатором смены жанра, тогда как Скорсезе хотел снять «Последнее искушение Христа» с Де Ниро в главной роли (фильм выйдет в 1988 году, а Христа сыграет Уиллем Дефо). При бюджете в 19 млн долларов «Король комедии» провалился в прокате, собрав всего 2,5 млн. Де Ниро позднее говорил, что «…в фильме речь идёт о том, что люди не любят видеть или знать» (англ. …it gave off an aura of something that people didn't want to look at or know), что стало одной из причин провала в прокате.
Скорсезе высоко оценил актёрскую игру Джерри Льюиса, считая, что она не получила должного внимания. Также режиссёр согласился с мнением ряда критиков, что у главных героев «Короля комедии» и «Таксиста» немало общего, при этом Папкин, может быть, даже опаснее Бикла из «Таксиста». Перед началом и во время съёмок фильма режиссёр испытывал проблемы со здоровьем, из-за очень плотного графика работы Скорсезе заболел воспалением лёгких, от которого долго не мог восстановиться.
Фильм, который открывал Каннский кинофестиваль 1983 года, не собрал значимых наград, можно отметить премию BAFTA за лучший оригинальный сценарий Полу Циммерманну, также на эту премию были номинированы Де Ниро за главную мужскую роль и Скорсезе за режиссуру, но не выиграли свои номинации.
Со временем значение фильма начало расти, некоторые критики считают картину одной из лучших у Скорсезе. В конце 1980-х годов «Король комедии» занял 10-е место среди лучших фильмов десятилетия по опросу журнала American Film. В списке 500 лучших фильмов всех времён журнала Empire, опубликованном в 2008 году, фильм занял 87-е место.
В 2019 году Де Ниро сыграл роль ведущего ТВ-шоу Маррея Франклина в фильме «Джокер», эта работа является своеобразным оммажем фильму «Король комедии». В главном же герое «Джокера» Артуре Флеке критики находили черты Руперта Папкина и Трэвиса Бикла из фильмов Скорсезе.

## 1990-е годы

### Славные парни
После «Короля комедии» Скорсезе снял три фильма без участия Де Ниро — «После работы», «Цвет денег» и «Последнее искушение Христа». Во время съёмок «Цвета денег» Скорсезе прочитал книгу Николаса Пиледжи «Умник» (англ. Wiseguy) и захотел экранизировать этот роман, хотя изначально не планировал вновь обращаться к теме гангстеров. Однако съёмки пришлось отложить, так как режиссёр наконец смог приступить к важному для себя фильму «Последнее искушение Христа».
Не будучи знакомым с Пиледжи, Скорсезе позвонил ему и сказал: «Я ждал эту книгу всю жизнь», на что писатель ответил: «Я ждал этого звонка всю жизнь». В ходе подготовки к съёмкам Скорсезе убедил Пиледжи сократить некоторые фрагменты книги и не использовать традиционную структуру повествования, при этом сам режиссёр хотел использовать приёмы французской «новой волны», в частности, он вдохновлялся фильмом Франсуа Трюффо «Жюль и Джим». Название было изменено на «Славные парни» (англ. GoodFellas), так как незадолго вышли фильм Брайана Де Пальмы «Толковые ребята» (англ. Wise Guys) и сериал «Умник» (англ. Wiseguy).
Роберт Де Ниро сыграл Джимми «Джентльмена» Конвея, чья история основана на биографии гангстера Джеймса Бёрка (1931—1996). Роберт также посоветовал взять на другую главную роль Рэя Лиотту, которого он видел в фильме 1986 года «Дикая штучка». Ещё одну ключевую роль в фильме сыграл друг Де Ниро и Скорсезе Джо Пеши, который ранее снимался в «Бешеном быке».
Фильм, вышедший осенью 1990 года, сразу был очень хорошо принят и критикой, и зрителями. При бюджете в 25 млн долларов он собрал в прокате 48 млн. Фильм был номинирован на шесть премий «Оскар», включая третью в карьере номинацию Скорсезе за лучшую режиссуру, но только Джо Пеши получил статуэтку за лучшую мужскую роль второго плана. Основные награды в тот год забрал фильм Кевина Костнера «Танцующий с волками». При этом Де Ниро не был номинирован на эту премию. Фильм также получил пять номинаций на «Золотой глобус» (ни одной победы), а вот в Британии всё сложилось гораздо успешнее — пять премий BAFTA, включая лучший фильм и лучшую режиссуру. Де Ниро был номинирован в категории «Лучшая мужская роль», но уступил премию Филиппу Нуаре. Скорсезе также получил премию за режиссуру на Венецианском кинофестивале и целый ряд других премий.
Со временем фильм стал рассматриваться как одна из вершин творчества Скорсезе, он регулярно включается в самые разные рейтинги. В частности, по опросу Американского института киноискусства фильм занял второе место среди лучших гангстерских фильмов всех времён, уступив только «Крёстному отцу», но превзойдя фильм «Крёстный отец 2». В списке 500 лучших фильмов всех времён журнала Empire, опубликованном в 2008 году, фильм занял шестое место, высшее среди всех картин Скорсезе. В 2000 году фильм был включён в Национальный реестр фильмов Библиотеки Конгресса США. Фильм оказал большое влияние на последующие фильмы о гангстерах, в частности, вдохновил Дэвида Чейза на создание популярного сериала «Клан Сопрано».

### Мыс страха
Вскоре после «Славных парней» Скорсезе приступил к съёмкам ремейка психологического триллера 1962 года с тем же названием — «Мыс страха». Изначально фильм планировал снимать Стивен Спилберг, но отказался из-за излишней жестокости, приступив к работе над «Списком Шиндлера», от которого, в свою очередь, отказался Скорсезе. «Мыс страха» стал очень успешным в прокате, собрав более 180 млн долларов при бюджете в 35. Де Ниро сыграл психопата Макса Кэйди (в оригинальном фильме эту роль исполнил Роберт Митчем, который появился в небольшой роли и в фильме Скорсезе), который преследует своего бывшего адвоката Сэма Боудена, обвиняя того в своём тюремном сроке.
Фильм был в целом благосклонно принят критиками, хотя и не добрался до уровня признания «Славных парней». Де Ниро получил свою пятую и пока заключительную в карьере номинацию на «Оскар» в категории «Лучшая мужская роль» (премия ушла Энтони Хопкинсу, сыгравшего другого психопата в фильме «Молчание ягнят»), а также был номинирован на «Золотой глобус».

### Казино
После фильма «Эпоха невинности», вышедшего в 1993 году, Скорсезе приступил к съёмкам «Казино». В актёрском ансамбле к Де Ниро вновь присоединился Джо Пеши, главную женскую роль исполнила Шэрон Стоун. Фильм был снят по книге Николаса Пиледжи. Де Ниро сыграл роль профессионального игрока на тотализаторе Сэма Ротстина, которого мафия ставит во главе казино в Лас-Вегасе. История Ротстина основана на биографии Фрэнка «Левши» Розенталя (1929—2008).
Создатели фильма рассчитывали, что новое объединение Скорсезе, Де Ниро, Пеши и Пиледжи спустя пять лет после «Славных парней» приведёт к новому успеху, но в целом фильм получил гораздо более сдержанные оценки. В прокате картина прошла неплохо — сборы 116 млн долларов при бюджете около 50 млн, но критики отмечали, что Скорсезе пытался «сыграть» на успехе «Славных парней» и обвиняли в самоповторе. Фильм получил только одну номинацию на «Оскар» (Шэрон Стоун за лучшую женскую роль второго плана), а Скорсезе был номинирован на «Золотой глобус» как лучший режиссёр. В XXI веке некоторые критики оценивают фильм «Казино» как более зрелый по сравнению со «Славными парнями». Другим «достижением» фильма стала частота использования слова fuck: всего его можно услышать 422 раза, в среднем 2,4 раза в минуту. Для фильмов Скорсезе это стало рекордом, который однако был превзойдён позднее фильмом 2013 года «Волк с Уолл-стрит», где слово fuck прозвучало 569 раз (3,16 раза в среднем за минуту).
В списке 500 лучших фильмов всех времён журнала Empire, опубликованном в 2008 году, фильм занял 395-е место.

## 2010-е годы

### Пробы
После «Казино» Скорсезе и Де Ниро не работали вместе почти 20 лет. При этом Скорсезе спродюсировал два фильма «Бешеный пёс и Глория» (1993) и «Малавита» (2013), в которых снимался Де Ниро. В это время «новым Де Ниро» для режиссёра стал Леонардо Ди Каприо, который сыграл в фильмах «Банды Нью-Йорка» (2002), «Авиатор» (2004), «Отступники» (2006), «Остров проклятых» (2010), «Волк с Уолл-стрит» (2013). При этом Скорсезе планировал пригласить Де Ниро в фильм «Банды Нью-Йорка», но из-за переноса сроков съёмок актёр не смог принять участие. Свою приверженность двум итало-американским актёрам Скорсезе обыграл в комедийной рекламной короткометражке «Пробы», которая была снята для продвижения нового казино и курорта в Макао.
В 16-минутном фильме Де Ниро, Ди Каприо и Скорсезе играют самих себя, каждый из актёров пытается доказать режиссёру, что именно его надо взять на роль в новом фильме Скорсезе. В итоге оказывается, что Скорсезе отдал предпочтение Брэду Питту, который также появляется в фильме. Для Ди Каприо и Де Ниро эта работа стала третьей совместной после фильмов «Жизнь этого парня» (1993) и «Комната Марвина» (1996), а все втроём вместе со Скорсезе они никогда не работали. Фильм никогда не выходил в коммерческий прокат, впервые он показан на открытии курорта в Макао. Также он демонстрировался в качестве рекламы перед киносеансами в Китае и Гонконге для продвижения курорта.

### Ирландец
Работа над фильмом началась ещё в середине 2000-х годов, после того как Де Ниро прочитал книгу Чарльза Брандта «Я слышал, что ты красишь дома» (англ. I Heard You Paint Houses). Скорсезе уже тогда заинтересовался в работе над картиной, но несколько лет был занят другими проектами. Разработка будущего фильма началась ещё в 2007 году, но в активную фазу перешла только в середине 2010-х годов. В июле 2017 года было официально подтверждено, что в фильме кроме Де Ниро снимутся Аль Пачино и Джо Пеши, при этом для Пачино и Скорсезе это станет первой совместной работой. Пеши, который в 1999 году объявил о завершении карьеры и с тех пор лишь дважды появлялся на экране, долгое время не соглашался на роль, но всё же уступил уговорам Скорсезе и Де Ниро, который стал одним из продюсеров картины. Съёмки фильма прошли в 2017 и 2018 годах.
Де Ниро сыграл роль Фрэнка «Ирландца» Ширана, ветерана Второй мировой войны и киллера мафии, который работал на Рассела Буфалино (Джо Пеши). Так как фильм описывает события нескольких десятилетий, для изображения героев в молодости были применены визуальные и компьютерные эффекты, над которыми работала студия Industrial Light & Magic. Для тестирования технологий Скорсезе и Де Ниро воссоздали одну из сцен фильма «Славные парни».
Премьера 3,5-часового фильма состоялась 27 сентября 2019 года на Нью-Йоркском кинофестивале. Первые отзывы критиков были позитивными, фильм сравнивался с лучшими работами Скорсезе.
9 декабря 2019 года фильм получил 5 номинаций на «Золотой глобус» (больше было только у фильма «Брачная история» — 6), включая категории «лучший драматический фильм» и «лучшая режиссура». Церемония вручения премии «Золотой глобус» прошла 5 января 2020 года, «Ирландец» не выиграл ни в одной из номинаций. 7 января 2020 года фильм был номинирован на премию BAFTA в 10 категориях, включая «лучший фильм» и «лучшая режиссура». 13 января 2020 года была объявлено, что фильм будет претендовать на премию «Оскар» в 10 категориях, включая «лучший фильм» и «лучшая режиссура». В итоге фильм проиграл во всех 10 номинациях.

## 2020-е годы

### Убийцы цветочной луны
Фильм стал первой полнометражной картиной, которую Скорсезе снял с участием и Де Ниро, и Ди Каприо. Сценарий вместе со Скорсезе написал Эрик Рот, известный успешными адаптациями литературных произведений для кинофильмов. Бюджет 3,5-часового фильма составил 200 млн долларов. Премьера фильма состоялась на Каннском кинофестивале 2023 года. 
Де Ниро сыграл преступного главаря и коммерсанта Уильяма Хэйла, организатора убийств в округе Осейдж. Сам фильм и работа Де Ниро были тепло приняты критиками и зрителями, хотя некоторые критиковали слишком большую продолжительность. Высоко была оценена актёрская работа Лили Глэдстоун, исполнившую главную женскую роль.
В 2024 году фильм был номинирован на «Оскар» в 10 категориях (третье место по количеству номинаций после фильмов «Оппенгеймер» и «Бедные-несчастные»), в том числе за лучший фильм, лучшую режиссуру (Скорсезе) и лучшую мужскую роль второго плана (Де Ниро). 81-летний Скорсезе стал самым возрастным номинантом «Оскара» в категории «лучшая работа режиссёра». Однако, как и «Ирландец», «Убийцы цветочной луны» не получили ни одного «Оскара». Скорсезе как режиссёр, и Де Ниро как актёр второго плана были также номинированы за этот фильм и на премии «Золотой глобус» и BAFTA.

## Премии и номинации
Золотым цветом выделены премии, зелёным — номинации
| Фильм                        | Оскар | Оскар | Оскар | Золотой глобус | Золотой глобус | Золотой глобус | BAFTA | BAFTA | BAFTA |
| Фильм                        | Ф     | Р     | МР    | Ф              | Р              | МР             | Ф     | Р     | МР    |
| ---------------------------- | ----- | ----- | ----- | -------------- | -------------- | -------------- | ----- | ----- | ----- |
| Злые улицы (1973)            |       |       |       |                |                |                |       |       |       |
| Таксист (1976)               |       |       |       |                |                |                |       |       |       |
| Нью-Йорк, Нью-Йорк (1977)    |       |       |       |                |                |                |       |       |       |
| Бешеный бык (1980)           |       |       |       |                |                |                |       |       |       |
| Король комедии (1982)        |       |       |       |                |                |                |       |       |       |
| Славные парни (1990)         |       |       |       |                |                |                |       |       |       |
| Мыс страха (1991)            |       |       |       |                |                |                |       |       |       |
| Казино (1995)                |       |       |       |                |                |                |       |       |       |
| Ирландец (2019)              |       |       |       |                |                |                |       |       |       |
| Убийцы цветочной луны (2023) |       |       |       |                |                |                |       |       |       |

## Прочее
Де Ниро и Скорсезе вместе снялись в фильме Ирвина Уинклера «Виновен по подозрению», вышедшем в 1991 году. Уинклер, для которого тот фильм стал режиссёрским дебютом (он также написал и сценарий), был давним другом и коллегой Скорсезе, он продюсировал целый ряд его фильмов, включая «Нью-Йорк, Нью-Йорк», «Бешеный бык», «Славные парни». Де Ниро сыграл главную роль голливудского режиссёра, а Скорсезе появился в небольшом эпизоде. Фильм вошёл в программу Каннского кинофестиваля и в целом был достаточно тепло принят критиками.